# Gaius Suetonius Paulinus
Gaius Suetonius Paulinus (* asi 10 n. l., † po 69) byl římský generál proslavený především coby velitel, který v tehdejší římské provincii Británii porazil královnu Boudiccu.

## Životopis
O jeho rodině se toho ví málo, ale pravděpodobně pocházela z Pisaura (současné Pesaro) v Itálii. Nejsou žádné informace o možném příbuzenství s životopiscem Suetoniem.

## Mauretania Tingitana
Poté, co v roce 40 n. l. Suetonius sloužil jako praetor, byl následujícího roku jmenován guvernérem tehdejší římské provincie Mauretania Tingitana. Společně s římským generálem Gnaeem Hosidiem Getou potlačil v této hornaté provincii vzpouru vedenou propuštěncem Aedemonem po smrti místního vládce, kterého nechal císař Caligula popravit. V roce 41 byl Suetonius prvním římským velitelem, který převedl armádu přes pohoří Atlas. Plinius starší cituje jeho popis oblasti ve své Naturalis historia.

## Guvernér Británie
V roce 58, ještě než se stal konzulem, byl jmenován guvernérem Británie a nahradil zemřelého Quinta Verania. Suetonius pokračoval v jeho politice agresivního podmaňování kmenů v současném Walesu a první dva roky ve funkci byl úspěšný. Jeho pověst generála soupeřila s pověstí populárního Caligulova švagra Gnaea Domitia Corbulona. Pod jeho velením sloužili i dva budoucí guvernéři: Quintus Petillius Cerialis coby legát legie IX Hispana a Gnaeus Julius Agricola coby vojenský tribun přidělený k legii II Augusta, jenž však působil v Suetoniově štábu. 
V roce 60 nebo 61 podnikl Suetonius útok na posvátný ostrov Mona, útočiště uprchlíků a pevnost druidů. Kmeny na jihovýchodě provincie využily jeho nepřítomnosti a vzbouřily se proti římské nadvládě pod vedením icenské královny Boudiccy. Kolonie Camulodunum (současný Colchester) byla zničena, její obyvatelé mučeni, znásilňováni a zabíjeni a legie Petillia Cerialie zcela zničena. Poté co si podrobil ostrov Mona, pochodoval Suetonius se svými legiemi po římské silnici Watling Street na Londinium (současný Londýn), další cíl rebelů. Usoudil ale, že nemá dost mužů na stálou obranu města a nařídil jeho evakuaci. Britonové město zcela zničili a obyvatele Londinia stihl stejný osud jako Camulodunum, stejně dopadlo i Verulamium (současné St Albans).
Suetonius přeskupil svou armádu s legií XIV Gemina, s částmi legie XX Valeria Victrix a všemi dostupnými pomocnými jednotkami. Legie II Augusta sídlící v Exeteru byla bojeschopná, ale její prefekt Poenius Postumus odmítl své muže Suetoniovi poskytnout. I přesto byl Suetonius schopen shromáždit asi deset tisíc mužů. Římané čelili obrovské přesile, podle Cassia Diona bylo Britonů na 230 000. Přesto Římané zvítězili. Není jisté, kde se bitva odehrála, pravděpodobně ve West Midlands někde podél Watling Street – u Cuttle Mill, 2 míle jihovýchodně od Towcesteru v Northamptonshire, což odpovídá topografickému popisu historika Tacita. Bylo zde na velké ploše nalezeno mnoho lidských kostí. Římská taktika a disciplína zvítězila nad britonskou přesilou. Britony znevýhodňovala také přítomnost jejich vlastních rodin, které umístili do vozů na okraji bojiště a porážka se změnila v masakr. Podle Tacita bylo zabito téměř osmdesát tisíc Britonů, ve srovnání s pouhými čtyřmi stovkami Římanů. Boudicca se otrávila a Postumus, který svým mužům odepřel podíl na vítězství, spáchal sebevraždu nalehnutím na svůj meč.
Suetonius posílil svou armádu legionáři a pomocnými jednotkami z Germánie a podnikal trestné operace proti zbývajícím ohniskům odporu, což se však ukázalo jako kontraproduktivní. Nový římský procurator provincie Britanie Gaius Julius Alpinus Classicianus zaslal císaři Neronovi zprávu, ve které vyjádřil znepokojení se Suetoniovým postupem. Obával se, že Suetoniova agresivní politika povede pouze k vyhrocení nepřátelství. Císař Nero poslal do provincie svého zástupce, propuštěnce Polyclita, aby obvinění prošetřil. Nakonec pod záminkou, že Suetonius ztratil několik lodí, byl zbaven velení a nahradil ho smířlivější Publius Petronius Turpilianus. Suetonius se vrátil do Říma, ale neupadl v nemilost, neboť olověná tessera nalezená v Římě obsahuje jeho i Neronovo jméno a symboly vítězství. Muž jménem Gaius Suetonius Paulinus byl v roce 66 jmenován konzulem. Mohl to být buď syn stejného jména, nebo samotný generál, jenž byl jmenován do této funkce podruhé.

## Rok čtyř císařů
V roce 69, během roku občanských válek, které následovaly po Neronově smrti, byl jedním z nejvyšších generálů a vojenských poradců Othona, který se prohlásil císařem. Suetonius a Aulus Marius Celsus porazili poblíž Cremony jednoho z Vitelliových generálů Aula Caecinu Aliena. Suetonius nedovolil svým mužům využít vítězství a výhodného postavení, a byl proto obviněn ze zrady. Když Caecina spojil svou armádu s armádou Fabia Valenta, Suetonius radil Othonovi, aby neriskoval bitvu. Jeho rada ale nebyla vyslyšena, což vedlo k rozhodující Othonově porážce v první bitvě u Bedriaka. Suetonius byl Vitelliem zajat, ale získal milost tvrzením, že bitvu záměrně prohrál, i když to byla téměř jistě lež. O jeho dalším osudu žádné zprávy nejsou.